# Vertrag von Rio de Janeiro 1825
Der Vertrag von Rio de Janeiro (portugiesisch Tratado do Rio de Janeiro, auch Tratado de amizade e aliança) war ein staatsrechtlicher Vertrag zwischen dem Königreich Portugal und dem Kaiserreich Brasilien, welcher am 29. August 1825 geschlossen wurde. Brasilien wurde damit formal unabhängig und er beendete den Brasilianischen Unabhängigkeitskrieg. Der Vertrag trat am 15. November 1825 in Kraft. Ratifiziert wurde er durch den portugiesischen König Johann VI. und seinem Sohn, dem brasilianischen Kaiser Peter I. Als Ergebnis stand neben der Unabhängigkeit Brasiliens und der Beilegung des mit wenig Energie geführten Krieges ein neues enges Bündnis zwischen Portugal und Brasilien. Beide Staaten blieben politisch eng durch das Haus Braganza verflochten. So wurde etwa der portugiesische und ehemals brasilianische König Johann VI. von November 1825 bis zu seinem Tod im März 1826 formal Co-Kaiser Brasiliens. Allerdings lag de facto die alleinige Macht in Brasilien bei Pedro I., der aber wiederum Kronprinz Portugals blieb und 1826 wieder beide Länder für kurze Zeit unter einer Krone vereinigte.

## Vertragstitel
Der bilaterale unter diplomatischer Vermittlung des Vereinigten Königreichs entstandene Vertrag trägt den Titel:
TRATADO DE AMIZADE E ALIANÇA ENTRE EL-REI O SENHOR D. JOÃO VI E D. PEDRO I, IMPERADOR DO BRASIL, FEITO POR MEDIAÇÃO DE SUA MAJESTADE BRITÂNICA, ASSINADO NO RIO DE JANEIRO A 29 DE AGOSTO DE 1825, E RATIFICADO POR PARTE DE PORTUGAL EM 15 DE NOVEMBRO E PELA DO BRASIL EM 30 DE AGOSTO DO DITO ANO und gliedert sich in elf Artikel.

## Vertragsartikel
- Artikel I: Seine treueste Majestät erkennt Brasilien als unabhängiges Reich an, getrennt von dem Königreich von Portugal und seinen geliebten Sohn Pedro als Kaiser von Brasilien. Aus seinem freien Willen überließ und übertrug er die Souveränität dieses Reiches seinem Sohn und dessen legitimen Nachfolgern. Seine treueste Majestät nimmt sich nur den gleichen Titel und behält ihn für sich.

- Artikel II: Seine kaiserliche Majestät, in Anerkennung der Achtung und Liebe seines erhabenen Vaters, des Herrn Johann VI., willigt Seiner heiligsten Majestät ein, ihm den Titel eines Kaisers von Brasilien zu verleihen.

- Artikel III: Seine kaiserliche Majestät verspricht, den Vorschlag keiner der portugiesischen Kolonien anzunehmen, dem Reich von Brasilien beizutreten

- Artikel IV: Es wird Frieden, ein Bündnis und die vollkommenste Freundschaft zwischen dem Königreichen Portugal und dem Kaiserreich Brasilien geschlossen mit völliger Vergesslichkeit der vergangenen Streitigkeiten zwischen den jeweiligen Völkern. Seine kaiserliche Majestät verpflichtet sich, den Königreichen von Portugal und der Algarve die Summe von zwei Millionen Pfund Sterling oder 80 Tonnen Gold als Entschädigung zu zahlen.

- Artikel V: Die Untertanen sowohl der portugiesischen als auch der brasilianischen Nation werden in ihren jeweiligen Staaten als diejenigen einer begünstigten und befreundeten Nation angesehen und behandelt. Ihre Rechte und Eigenschaften werden religiös geschützt; Es wird davon ausgegangen, dass die gegenwärtigen Eigentümer von Immobilien im friedlichen Besitz des gleichen Eigentums gehalten werden.

- Artikel VI: Alle Eigentumsrechte an beschlagnahmten Immobilien oder Möbeln und Vorräten, die den Untertanen Portugals und Brasiliens gehören, werden ebenso wie ihr früheres Einkommen abzüglich der Kosten der Verwaltung und ihrer entschädigten Eigentümer gegenseitig erstattet in der in Artikel VIII beschriebenen Weise.

- Artikel VII: Die beschlagnahmten Schiffe und Ladungen, die den Untertanen beider Staaten angehören, werden in ähnlicher Weise zurückerstattet oder ihre Eigentümer werden entschädigt.

- Artikel VIII: Eine von beiden Regierungen ernannte Kommission, die sich aus paritätisch zusammengesetzten portugiesischen und brasilianischen Staatsangehörigen zusammensetzt und von ihren jeweiligen Regierungen eingesetzt werden, wird beauftragt, den Gegenstand der Artikel VI und VII zu prüfen; Es wird davon ausgegangen, dass die Beschwerden innerhalb eines Jahres nach der Bildung der Kommission zu erheben sind und dass im Fall einer Stimmengleichheit die Angelegenheit vom Vertreter des souveränen Vermittlers entschieden wird. Beide Regierungen geben an, mit welchen Mitteln die ersten Forderungen beglichen werden.

- Artikel IX: Öffentliche Beschwerden von Regierung zu Regierung werden gegenseitig entgegengenommen und entschieden, oder mit der Rückgabe der beanspruchten Gegenstände oder mit dem Ausgleich ihres angemessenen Wertes. Zur Anpassung dieser Ansprüche vereinbaren die beiden Hohen Vertragsparteien ein unmittelbares und besonderes Übereinkommen.

- Artikel X: Die Handelsbeziehungen zwischen der portugiesischen und der brasilianischen Nation werden wiederhergestellt, mit der Aufgabe, das Gleiche wie vor der Trennung wieder auszuführen und wieder auszuführen.

- Artikel XI: Der wechselseitige Austausch von Ratifikationen dieses Vertrags findet, wenn möglich, in der Stadt Lissabon innerhalb von höchstens fünf Monaten nach dem Tag der Unterzeichnung dieses Vertrags statt. Wir, die Unterzeichnenden, die Bevollmächtigten Seiner Treuesten Majestät und Seiner Kaiserlichen Majestät haben Kraft unserer jeweiligen Vollmachten diesen Vertrag eigenhändig unterschrieben und ihm unsere Wappensiegel gegeben. Geschehen in der Stadt Rio de Janeiro, am 29. August 1825.

Gezeichnet wurde er von (L.S.) Charles Stuart, (L.S.) Luis José de Carvalho e Mello, (L.S.) Barão de Santo Amaro und (L.S.) Francisco Villela Barbosa.